# Dubno
Dubno (ukrainisch Дубно [dubno], russisch (andere Aussprache: [dubna])) ist eine ukrainische Stadt mit etwa 38.000 Einwohnern. Sie liegt im Südwesten der Oblast Riwne am Fluss Ikwa und liegt inmitten des Rajon Dubno. Die Stadt befindet sich an der ukrainischen Fernstraße M 06 / E 40 nordwestlich der Bezirkshauptstadt Riwne.

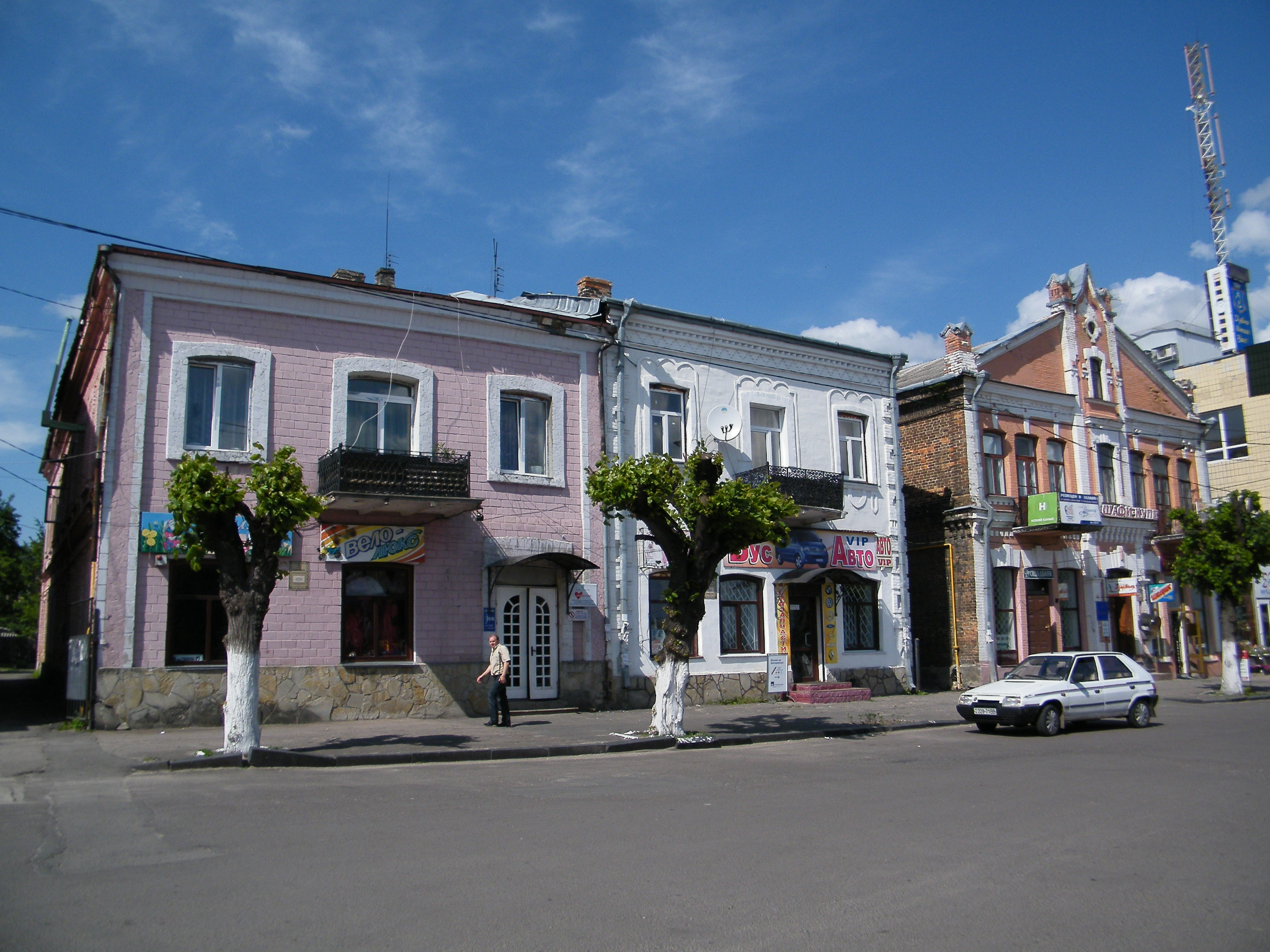
Blick auf die Häuser im Zentrum

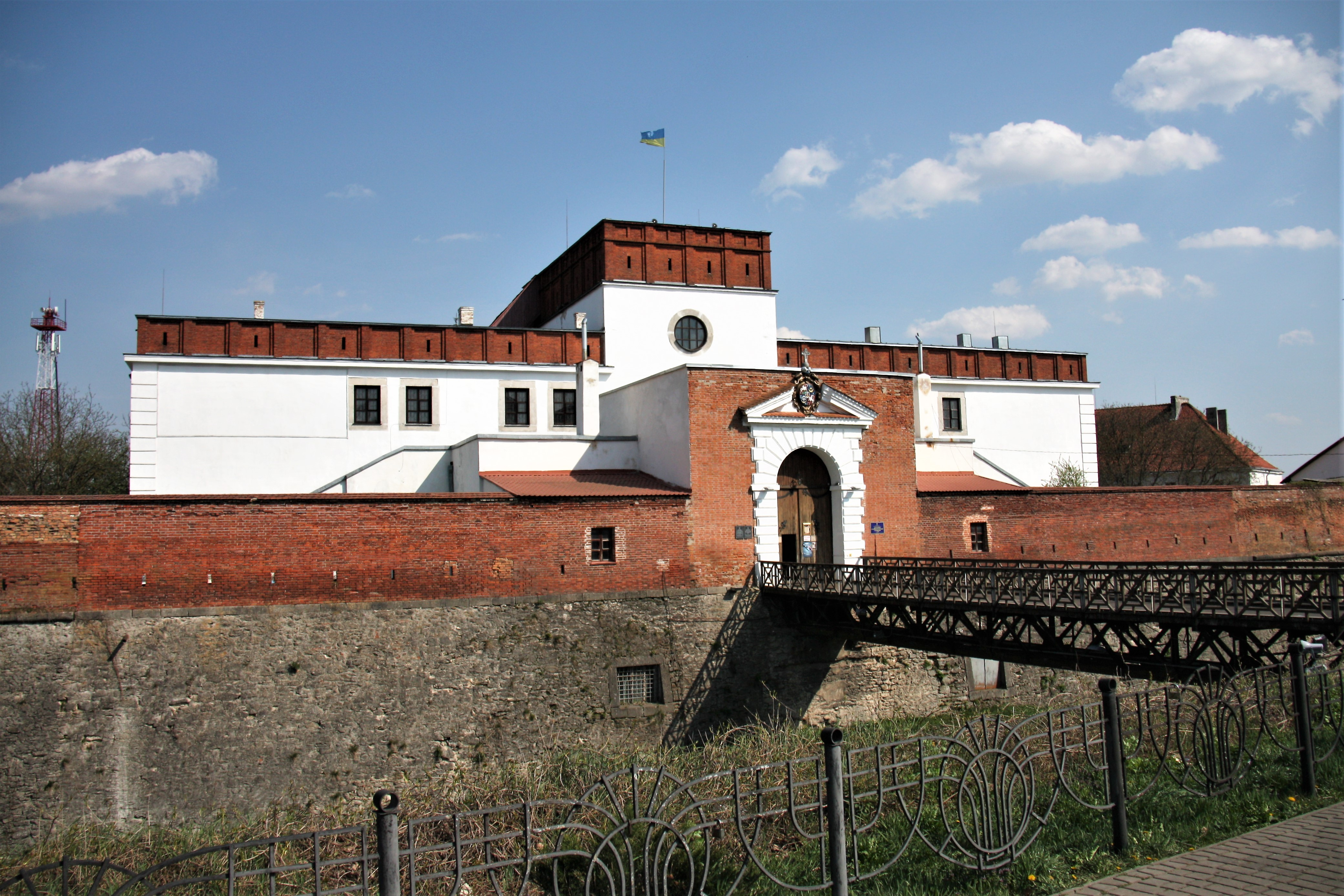
Blick auf die Festungsanlage im Ort

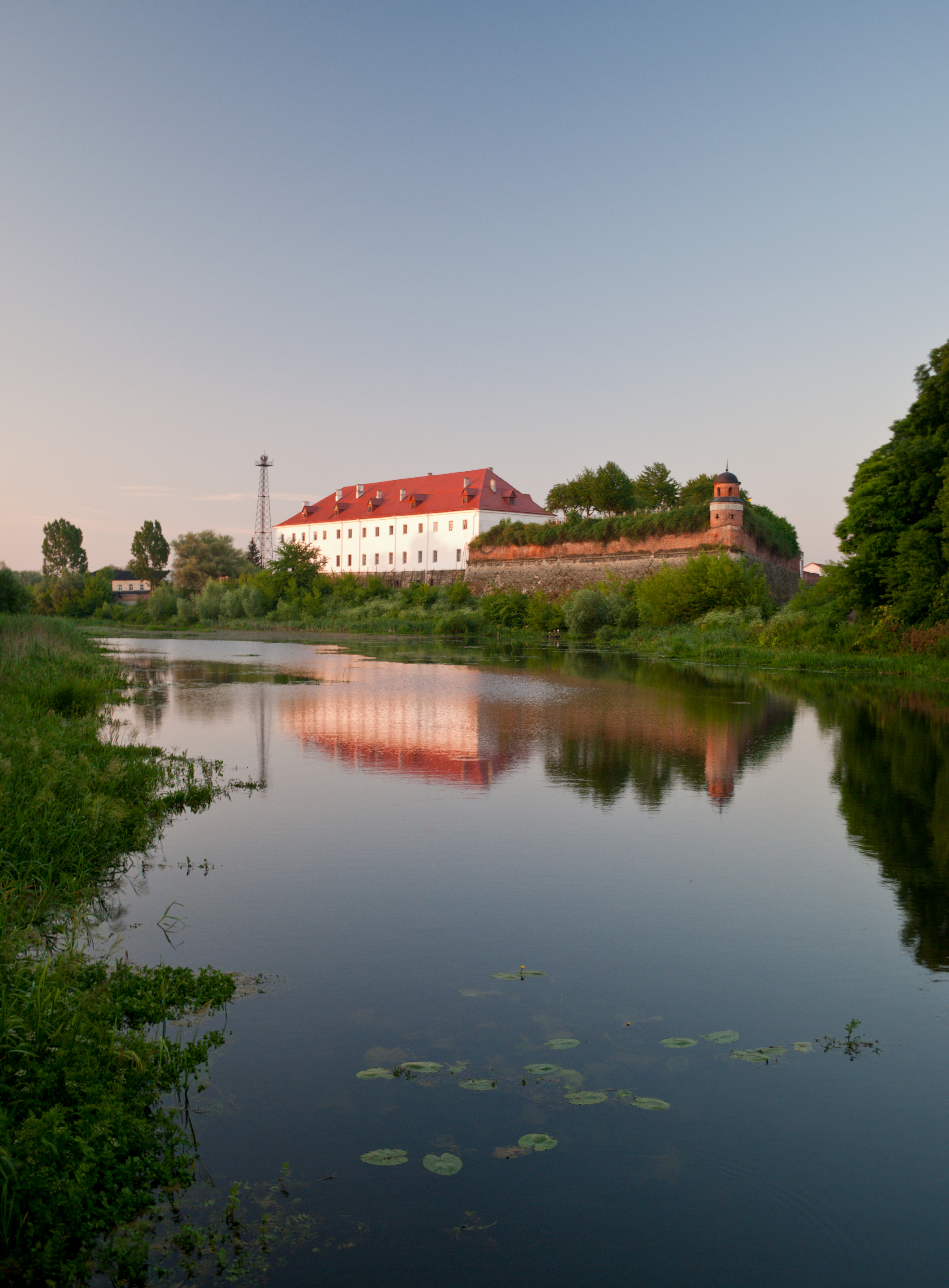
Blick vom Ufer der Ikwa auf die Festung Dubno

Bekannt wurde die Stadt durch den Roman Taras Bulba von Nikolai Gogol, der die Belagerung der Stadt durch die Kosaken beschreibt.

## Geschichte
Dubno wurde 1100 zum ersten Mal schriftlich erwähnt, im Jahre 1498 wurden ihr die Stadtrechte verliehen. Seit dem 14. Jahrhundert von den Ostrogski regiert, und seit 1498 mit Stadtrechten, zog Dubno viele jüdische und armenische Siedler an. 1619 ging die Burg im Erbweg an die Zasławski über. Im 19. Jahrhundert wurde sie zu einer Festung ausgebaut, die im Ersten Weltkrieg stark beschädigt wurde. Unter der polnischen Verwaltung nach dem Weltkrieg wurde die Stadt Sitz eines Powiats und man begann in den 1930er Jahren mit dem Bau eines großen Gefängnisses.
Im Zweiten Weltkrieg wurde Dubno nach dem Überfall auf die Sowjetunion zunächst durch die Rote Armee gegen die vorrückende deutsche 11. Panzer-Division verteidigt. Nach der Panzerschlacht bei Dubno-Luzk-Riwne vom 23. bis zum 29. Juni 1941 kam es zur deutschen Besatzung bis 1944.
Seit 1945 gehört Dubno zur Ukraine, beziehungsweise bis 1991 war sie ein Teil der Ukrainischen SSR innerhalb der Sowjetunion.
Bis 2020 war die Stadt Sitz der Stadtratsgemeinde Dubno (Дубенська міська рада/Dubenska miska rada), seit dem 12. Juni 2020 ist die Stadt das Zentrum der neu gegründeten Stadtgemeinde Dubno (Дубенська міська громада/Dubenska miska hromada).
Seit dem 17. Juli 2020 ist die Stadtgemeinde ein Teil des ihn umschließenden Rajon Dubno.

## Axel von dem Bussche
Im Oktober 1942 wurde der deutsche Offizier Axel von dem Bussche (1919–1993) in Dubno Zeuge eines Massakers der SS an Juden. Er beschloss, Adolf Hitler umzubringen.
Neben Bussche wurde auch der Bauingenieur Hermann Gräbe (1900–1986) Augenzeuge; er schilderte seine Beobachtungen später beim Nürnberger Prozess an Eides statt.

## Sehenswürdigkeiten
- Burg Dubno
- Synagoge, erbaut 1782 bis 1784 (Kulturdenkmal)
- Jüdischer Friedhof aus dem 16. Jahrhundert

## Persönlichkeiten
- Salomo Dubno (1738–1813), jüdischer Aufklärer
- Nikolai Karl von Baranoff (1825–1903), russischer Generalleutnant
- Michail Jewsejewitsch Bukinik (1872–1947), Cellist, Komponist, Musikpädagoge und Musikkritiker
- Wjatscheslaw Iwanowitsch Sof (1889–1937), Funktionär, Militär und von 1924 bis 1926 Oberkommandierender der sowjetischen Seekriegsflotte
- Taras Mischtschuk (* 1995), Kanute